# Реформы русской орфографии
Реформы русской орфографии — изменения языковой нормы русского языка в сфере орфографии, проводившиеся руководством Российской империи и СССР.
- Петровская реформа шрифта и графики (1708—1710)
- Изменения в орфографии на протяжении XVIII—XX веков
- Реформа русской орфографии 1918 года
- Реформа русской орфографии 1956 года
- Проект реформы русской орфографии 1964 года[1][2]